# NGC 4737
NGC 4737 este o liner situată în constelația Câinii de Vânătoare. A fost descoperită în 12 ianuarie 1786 de către William Herschel. Se află la o distanță de 99,36 de megaparseci de Pământ.